# Palazzo imperiale romano di Antiochia
Il palazzo imperiale romano di Antiochia fu fatto costruire inizialmente da Valeriano, continuato da Marco Aurelio Probo ed ultimato durante la tetrarchia, da parte di Diocleziano, sull'isola a nord dell'Oronte, come ci racconta lo stesso Libanio, originario della città. Non va confuso con un precedente palazzo di epoca seleucide. È oggi rappresentato sull'arco di Galerio di Salonicco.

## Storia

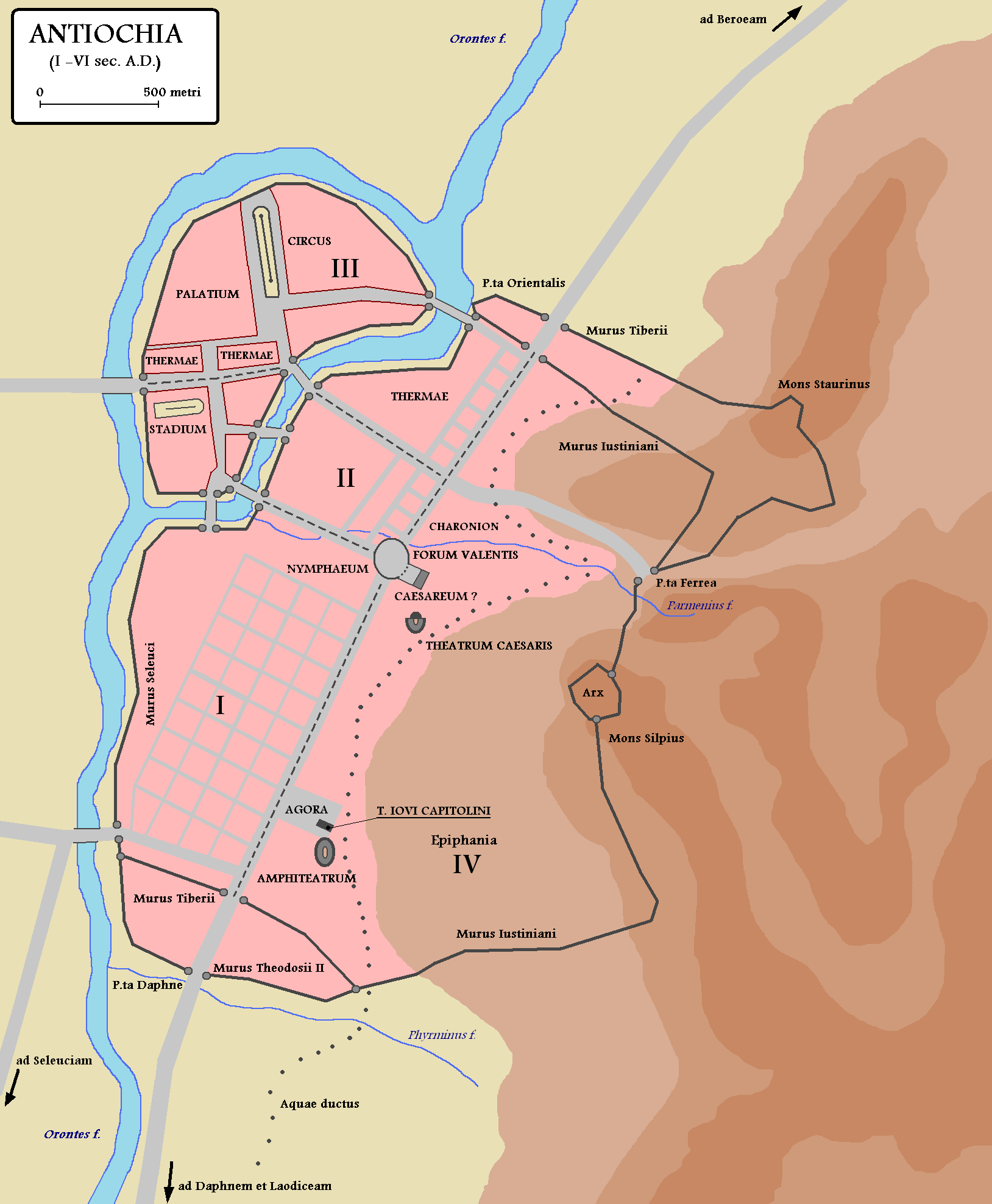
Antiochia in epoca romana, con il tracciato delle sue mura ed il palatium imperiale nella sua parte nord-occidentale, sull'isola di Oronte.

Con l'instaurazione del sistema tetrarchico voluto da Diocleziano, a partire dal 286-293 circa, l'Augusto per l'Oriente, Diocleziano costruì in alcune città un palazzo imperiale, atto ad accogliere l'imperatore nel caso dovesse far fronte soprattutto a problematiche di natura esterna (come i Persiani sasanidi o i barbari a nord del Mar Nero), ma anche amministrativo-organizzativa. La parte della città che fu riservata al palazzo imperiale, rappresentò la residenza dell'imperatore, della sua corte e di parte della guardia pretoriana, ogni volta che questi risiedevano lungo il limes orientale, a causa di periodi di crisi con il vicino regno persiano (come nel caso delle campagne del 293-298). Esso comprendeva edifici di rappresentanza, amministrativi e militari. Fu costruito su un preesistente palazzo voluto in passato da Gallieno e Valeriano (detto per questo motivo Liciniano). Come di consuetudine i palazzi avevano un accesso diretto al Circo, in modo che l'imperatore potesse recarvisi senza uscire per strada. Nel palazzo risiedette anche l'Imperatore Valente un paio di inverni durante la crisi persiana degli anni 369-370, e poi ancora dal 375 al 378, poco prima di recarsi a Costantinopoli e subire una terribile disfatta presso Adrianopoli ad opera dei Goti.

## Archeologia e struttura ipotetica

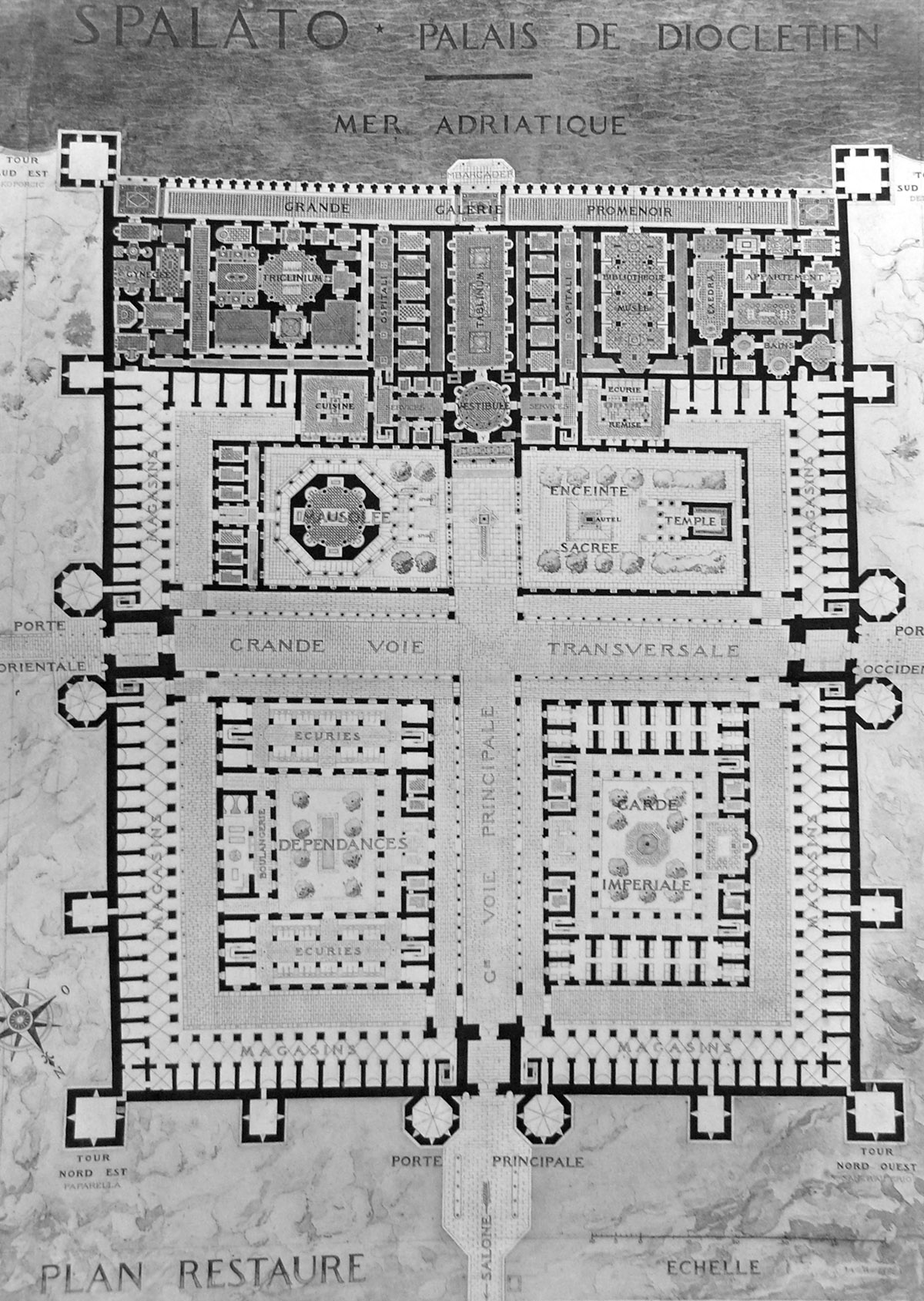
Il palazzo imperiale di Diocleziano a Spalato, in alcuni suoi elementi architettonici simile a quello di Antiochia.

Nelle descrizioni sia di Libanio che di Teodoreto il palazzo sembrava un castello fortificato, con alte mura di cinta e torri, oltre ad un colonnato nel suo lato posteriore-nord che si affacciava sul fiume Oronte, molto similare a quanto possiamo riscontrare nell'attuale palazzo di Diocleziano a Spalato. Vi è da aggiungere che Libanio sosteneva che il palazzo occupasse un quarto dell'intera isola, dove le due strade principali porticate, la dividevano in quattro sezioni (una delle quali occupata, appunto, dal Palatium). Secondo Libanio il palazzo era il più grande e il più bello del suo tempo.  La strada che conduceva all'ingresso del palazzo era più breve delle altre, ma certamente monumentale come a Spalato ed a Palmira.
Del palazzo gravemente danneggiato dai terremoti del 458 e soprattutto del 526 non è rimasta alcuna documentazione archeologica, anche a causa del corso del fiume, deviato nei secoli e che ha contribuito non poco ad asportare i resti del monumento. In compenso a fianco del palazzo sono stati rinvenuti alcuni resti del Circo (costruito nel I secolo a.C. e poi ristrutturato nel II e IV secolo). La presenza del circo vicino ai palazzi imperiali è spiegabile come luogo di riunione per il popolo, e sembra sia ritenuta indispensabile per questo scopo.